# The Silver Fez
Pour les articles homonymes, voir Fez.
 (octobre 2012).
Pour plus de détails, voir Fiche technique et Distribution.
The Silver Fez est un film documentaire sud-africain réalisé par Lloyd Ross, sorti en 2009.

## Synopsis
Il était une fois dans une ville aux confins de l’Afrique… Kaatji Davids est un artisan peintre sans le sou mais il possède un vieux banjo, quelques amis fidèles et l’audace d’imaginer qu’il pourrait être celui qui renversera Hadji Bucks, le champion incontesté de la musique des Malais du Cap. La récompense est le fez d’argent, la récompense suprême au sein de la communauté musulmane de la ville du Cap. La préparation suppose de rencontrer des milliers de personnes et de connaître une palette impressionnante de chants.

## Fiche technique
- Réalisation : Lloyd Ross
- Production : Joëlle Chesselet
- Scénario : Rian Malan
- Image : Lloyd Ross
- Musique : Warrick Sony
- Montage : Lloyd Ross

## Récompenses
- Festival international du film de Dubaï, 2009.
- Festival international du film de Durban, (Afrique du Sud), 2009.
- Festival Tricontinental du Film (Afrique du Sud), 2009.